# Cewka
Cewka – część obwodu elektrycznego, zaliczana do elementów biernych. Posiada uzwojenie, czyli zwoje przewodnika nawinięte np. na powierzchnie:
- walca (cewka cylindryczna),
- pierścienia (cewka toroidalna),
- płaską (cewka spiralna lub płaska).

Cewki ze zwojami ułożonymi w linię śrubową (helisę) nazywa się zwojnicami. Oprócz tego wyróżnia się cewki:
- powietrzne, inaczej solenoidy – pozbawione wypełnienia;
- rdzeniowe, inaczej magnetowodowe – wewnątrz lub na zewnątrz ich zwojów znajduje się rdzeń magnetyczny wykonany zazwyczaj z materiału ferromagnetycznego.

Cewki mają różne zastosowania; wytwarzane przez nie pole magnetyczne:
- jest podstawą działania elektromagnesów; cewki służące temu celowi są nazywane wzbudzającymi[2];
- zgodnie z prawem Faradaya może też wpłynąć na prąd elektryczny płynący w obwodzie. Przez to cewka może być elementem transformatora lub zwiększać indukcyjność obwodu; wtedy jest nazywana cewką indukcyjną lub induktorem[3]. Może ona pełnić rolę dławika.

Termin bywa też używany mniej ściśle; przykładowo cewka Tesli to w istocie układ obwodów zawierający kilka cewek.

## Parametry

Pole magnetyczne cewki o wielu zwojach, przez którą płynie prąd

Dla prądu stałego cewka jest elementem rezystancyjnym o rezystancji przewodnika, z którego jest wykonana. Dla prądu o pulsacji różnej od zera wykazuje inną wartość oporu nazywaną reaktancją. Reaktancja jest tym większa, im większa jest indukcyjność i pulsacja prądu.
Strumień indukcji pola magnetycznego przepływającego przez cewkę opisuje wzór:
{\displaystyle \Phi =LI.}
Siłę elektromotoryczną indukowaną w cewce wyraża wzór:
{\displaystyle \varepsilon =-{\frac {d\Phi }{dt}}=-{\frac {dLI}{dt}}=-\left(L{\frac {dI}{dt}}+I{\frac {dL}{dt}}\right).}
Przyjmując, że indukcyjność cewki nie zmienia się, co jest spełnione dla większości obwodów elektrycznych, powyższy wzór upraszcza się do:
{\displaystyle \varepsilon =-L{\frac {dI}{dt}}.}
gdzie:
{\displaystyle \Phi } – strumień indukcji magnetycznej,
{\displaystyle L} – indukcyjność cewki,
{\displaystyle I} – natężenie prądu elektrycznego płynącego przez cewkę,
{\displaystyle \varepsilon } – siła elektromotoryczna samoindukcji,
{\displaystyle t} – czas.
Indukująca się w cewce siła elektromotoryczna (napięcie) zależy od jej indukcyjności oraz od zmiany w czasie płynącego przez nią prądu. W obwodach prądu zmiennego sinusoidalnego, w stanie ustalonym napięcie na cewce wyprzedza o 90° prąd płynący w cewce (napięcie i prąd są przesunięte w fazie o {\displaystyle {\frac {\pi }{2}}}).

### Indukcyjność cewki
Indukcyjność jest podstawowym parametrem elektrycznym opisującym cewkę. Jednostką indukcyjności jest henr [H]. Prąd płynący w obwodzie wytwarza skojarzony z nim strumień magnetyczny. Indukcyjność definiuje się jako stosunek tego strumienia i prądu, który go wytworzył:
{\displaystyle L=k{\frac {\Phi }{I}}}
Współczynnik {\displaystyle k} zależy od geometrii układu, a więc między innymi od kształtu cewki, liczby zwojów, grubości użytego drutu. Indukcyjność cewki zależy również od przenikalności magnetycznej rdzenia.

### Stała cewki
Dla prądu stałego odpowiednikiem indukcyjności jest stała cewki:
{\displaystyle C={\frac {H}{I}},}
gdzie:
{\displaystyle H} – natężenie pola magnetycznego,
{\displaystyle I} – natężenie prądu.

## Łączenie cewek
Podobnie jak oporniki oraz kondensatory, cewki można łączyć.

### Połączenie szeregowe

Przy połączeniu szeregowym cewek przez wszystkie płynie ten sam prąd, lecz na każdej z nich może być różne napięcie. Indukcyjność zastępcza takiego układu dana jest wzorem:
{\displaystyle L_{z}=L_{1}+L_{2}+\ldots +L_{n}=\sum _{i=1}^{n}L_{i}}

### Połączenie równoległe

Połączone równolegle cewki można zastąpić jedną o indukcyjności zastępczej danej wzorem:
{\displaystyle {\frac {1}{L_{z}}}={\frac {1}{L_{1}}}+{\frac {1}{L_{2}}}+\ldots +{\frac {1}{L_{n}}}=\sum _{i=1}^{n}{\frac {1}{L_{i}}}}
Powyższe zależności zachodzą pod warunkiem, że pole magnetyczne każdej z cewek nie wnika do pozostałych. W przeciwnym przypadku pojawia się indukcyjność wzajemna, zmieniająca indukcyjności cewek składowych.

## Cewka w obwodach prądu sinusoidalnie przemiennego

### Reaktancja
Reaktancję cewki wyraża wzór:
{\displaystyle X_{L}=\omega L,}
gdzie:
{\displaystyle \omega } – pulsacja prądu.

### Impedancja
Impedancja idealnej cewki jest równa iloczynowi jej reaktancji i jednostki urojonej:
{\displaystyle Z_{L}=jX_{L}.}

### Dobroć
Rzeczywiste cewki wykazują też rezystancję {\displaystyle R.} Jednym z istotnych parametrów cewki rzeczywistej jest dobroć cewki określona wzorem:
{\displaystyle Q={\frac {|X_{L}|}{R_{s}}}.}

### Energia pola magnetycznego
Jeżeli w chwili {\displaystyle t} natężenie prądu w obwodzie prądu zmiennego wynosi {\displaystyle I,} to w ciągu nieskończenie krótkiego czasu {\displaystyle dt} następuje zwiększenie natężenia prądu o {\displaystyle dI.} Wtedy w obwodzie indukowana jest siła elektromotoryczna {\displaystyle \varepsilon ,} która (zgodnie z regułą Lenza) przeciwdziała przyrostowi natężenia prądu, a więc skierowana jest przeciwnie do {\displaystyle I.} Zgodnie z prawem Faradaya wyraża się ona wzorem
{\displaystyle \varepsilon =-{\frac {d\Phi }{dt}}=-L{\frac {dI}{dt}}.}
Aby w czasie {\displaystyle dt} spowodować przepływ prądu o natężeniu {\displaystyle i} przez cewkę, trzeba wykonać pracę:
{\displaystyle dW=-\varepsilon I\ dt.}
Minus oznacza, kierunek prądu jest przeciwny do polaryzacji siły elektromotorycznej. Po podstawieniu wzór ten przyjmuje postać:
{\displaystyle dW=I\ dt\ L{\frac {dI}{dt}}=LI\ dI.}
Jest to praca wykonana przy zwiększeniu natężenia prądu od wartości {\displaystyle I} do wartości {\displaystyle I+di.} Aby obliczyć pracę zwiększenia natężenia prądu od 0 do {\displaystyle I} należy powyższe równanie zcałkować:
{\displaystyle W=\int _{0}^{I}Li\ di=L\int _{0}^{I}i\ di={\frac {LI^{2}}{2}}.}
Gdy w zwojnicy płynie prąd o natężeniu {\displaystyle I,} wówczas wytwarza ona pole magnetyczne. Energia tego pola równa jest pracy potrzebnej do jego wytworzenia, czyli:
{\displaystyle E_{L}={\frac {1}{2}}LI^{2}={\frac {1}{2}}V{\frac {B^{2}}{\mu }},}
gdzie:
{\displaystyle L} – indukcyjność cewki,
{\displaystyle I} – natężenie prądu płynącego przez cewkę,
{\displaystyle B} – indukcja magnetyczna,
{\displaystyle V} – objętość cewki (obszar, w którym występuje indukcja {\displaystyle B}).

## Działanie i zastosowania

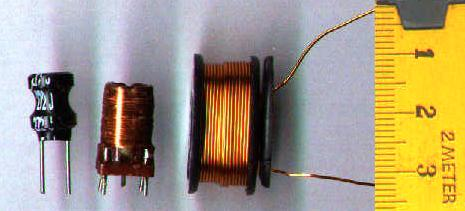
Cewki

Cewka jest elementem inercyjnym – gromadzi energię w wytwarzanym polu magnetycznym. W połączeniu z kondensatorem tworzy obwód rezonansowy (jeden z fundamentalnych obwodów elektronicznych).
Cewki zasilane prądem stałym, zwane elektromagnesami, są wykorzystywane do wytwarzania pola magnetycznego lub jego kompensacji, na przykład przy rozmagnesowaniu i pomiarach pola magnetycznego.

## Rodzaje cewek
- cewka Barkera
- cewka długa
- cewka Haka
- cewka Helmholtza
- cewka Maxwella
- cewka Petersena
- cewka Ruhmkorffa
- cewka wzrostowa
- wariometr